# سيدني مورايس
سيدني مورايس (بالبرتغالية: Sidney Moraes de Almeida Júnior) (3 مارس 1977 في البرازيل - ) هو مدرب كرة قدم ولاعب كرة قدم برازيلي في مركز الوسط. شارك مع منتخب البرازيل لكرة القدم. أما مع النوادي، فقد لعب مع سانتو أندريه وسبورتينغ براغا ونادي اتحاد كلباء ونادي الخليج ونادي الوحدة ونادي ساو باولو ونادي سبورت ريسيفه ونادي غواراني ونادي فلومينينسي وديسبورتيفو تروفينسي ونادي بينفايل ونادي بوا إيسبورت.

## وصلات خارجية
- سيدني مورايس على موقع قاعدة بيانات كرة القدم.إي يو (الإنجليزية)